# Bezoldigingsbesluit Burgerlijke Rijksambtenaren 1984
In het Nederlandse Bezoldigingsbesluit Burgerlijke Rijksambtenaren 1984 (BBRA) was de salariëring van de burgerlijke rijksambtenaren geregeld. Voor politie en defensie zijn afwijkende regelingen opgesteld. 
Kenmerkend voor het BBRA was de indeling in 19 schalen met een vast aantal tussenstappen, de zogenaamde periodieken. (Verder waren er salarisschalen voor de zogeheten Rijksschoonmakers en arbeidsbeperkten.) 
De invoering van het BBRA maakte een einde aan allerlei functiebenamingen zoals hoofdcommies, referendaris en schrijver 1e, 2e of 3e klas, maar ook aan de grote hoeveelheid schalen en tussenschalen die voor die tijd bestonden.
Met de inwerkingtreding van de Wet normalisering rechtspositie ambtenaren is het BBRA per 1 januari 2020 vervallen. Daarvoor in de plaats is de CAO Rijk gekomen.